# August Hagen (écrivain)
Ne doit pas être confondu avec August Hagen (homme politique).
Pour les articles homonymes, voir Hagen et August Hagen.
Ernst August Hagen (né le 12 avril 1797 à Königsberg et mort le 16 février 1880 dans la même ville) est un écrivain et romancier prussien. Au royaume de Prusse, il est le premier titulaire d'une chaire d'histoire de l'art et d'esthétique.

## Famille
Ernst August Hagen est le fils du pharmacien de la cour Karl Gottfried Hagen (de). Son frère est Carl Heinrich Hagen (de), professeur d'économie d'État, son cousin est l'ingénieur hydraulique Gotthilf Heinrich Ludwig Hagen. Sa sœur cadette Florentine Hagen se marie avec le physicien de Königsberg Franz Ernst Neumann, sa sœur aînée Johanna se marie avec l'astronome et mathématicien Friedrich Wilhelm Bessel. À l'âge de 11 ans (1807/1808), Ernst August et ses frères, ainsi que les princes Frédéric-Guillaume et Guillaume, sont instruits par leur père dans sa pharmacie de cour.

## Biographie
Hagen passe l'Abitur au lycée de la vieille ville de Königsberg et se consacre à l'étude de la médecine à partir de 1816 (doctorat 1821). Il poursuit ensuite des études d'art à la faculté de philosophie. En 1820, alors qu'il est encore étudiant, il publie le poème de conte de fées romantique "Olfried und Lisena", que Goethe évalue très positivement. Au cours de ses études, il devient membre de la Alten Königsberger Burschenschaft en 1817.
Lors de son voyage éducatif de deux ans à Rome, qui le conduit via Göttingen et les états allemands du sud, il rencontre Carl Friedrich Gauss, Johann Wolfgang von Goethe, Jean Paul et Bertel Thorvaldsen, entre autres. De retour dans sa ville natale en 1824, il commence à donner des conférences académiques sur l'histoire de l'art et de la littérature.
En 1825, il est nommé professeur agrégé et en 1831 professeur titulaire pour ces matières. Il est également chargé de superviser les collections d'art de l'université.
Hagen a de nombreux contacts amicaux avec des personnalités bien connues de son temps et les utilisent également au profit du développement de l'art et des institutions connexes dans sa ville natale. Ceux-ci comprennent notamment Peter von Cornelius (1783-1876), Ludwig von Schorn (de) (1793-1842), Karl von der Groeben (de) (1788-1876), Ignaz von Olfers (1826-1872), Eduard Gerhard (1795-1867), Wilhelm Eduard Albrecht (1800 -1876), Franz Kugler (1808-1858), Ludwig Tieck (1773-1853), Gustav Friedrich Waagen (1794-1868), William Motherby (de) (1776-1847), Eduard Devrient (1801-1877), Karl Schnaase (de) (1798- 1875), Joseph von Eichendorff (1788–1857).

## Mariage et descendance
Avec sa femme Molly, née Oestreich, il habite au Zieglerstrasse 5 à Königsberg. Le couple a cinq enfants. Les deux fils se lancent dans une carrière militaire. Heinrich von Hagen (1831–1905) devient lieutenant général, adjudant du prince Albert de Prusse, élevé à la pairie prussienne en 1871 et commandant du 5e régiment de dragons. Johann Maria (appelé Hans) Hagen (1829–1910) devient lieutenant-colonel et directeur de l'école de guerre de Cassel.
Ernst August Hagen décède le 16 février 1880 à Königsberg.

## Services
Ernst August Hagen veille à ce que l'école provinciale d'art et de dessin continue à former des artistes. De ce fait, la partie « école d'art » n'est pas intégrée à « l'école des métiers ». En 1844, les deux écoles deviennent indépendantes.
Avec le directeur municipal Degen, le marchand Friedemann et le consul Lorck, il fonde en 1832 l'association d'art et de commerce de Königsberg et participe à l'organisation des expositions annuelles.
En 1830, Hagen reprend l'ancienne collection d'art de l'Université de Königsberg. En 1831, il se procure la collection universitaire de gravures sur cuivre et la transfère au cabinet de gravures sur cuivre de la nouvelle université en 1862.
En 1838, Hagen lance la construction du musée de la ville sur la Königsstraße (de), qui est achevée en 1841.
Hagen demande à son ami, le président senior Heinrich Theodor von Schön, d'intercéder auprès de Frédéric-Guillaume IV pour la construction d'une académie d'art, ce que ce dernier autorise après deux ordres du cabinet contre les avis de son ministre Karl vom Stein zum Altenstein et de son successeur Johann Albrecht Friedrich von Eichhorn. Hagen n'est donc pas seulement cofondateur de l'Académie des arts de Königsberg dans le musée de la ville, dont Ludwig Rosenfelder devient le premier directeur en 1845, mais rend également sa construction possible.
Avec la publication des journaux provinciaux prussiens, Hagen fonde la Société des Antiquités de Prusse (de) en 1844. Il recueille les traditions de la population antérieure éponyme de Prusse, les Prussiens, notamment les chansons folkloriques et sagas, et le œuvres d'art enregistrées de toute nature. Il est également archéologiquement actif à cette fin.
En outre, Ernst August Hagen est un écrivain d'art et littéraire à succès de son temps. Son volume de nouvelles « Norica, das sind Nürnbergische Novellen aus alter Zeit. Nach einer Handschrift des sechzehnten Jahrhunderts" de 1829 paraît au XIXe siècle en sept éditions. Les textes de Norica sont encore publiées par Reclam en 1944. Une traduction anglaise paraît en 1851.
Avec des œuvres telles que "La description de l'église cathédrale de Königsberg et les œuvres d'art qu'elle contient", Königsberg, 1833 (avec AR Gebser) ou "L'histoire du théâtre en Prusse", Königsberg, 1854, font également de lui un important chroniqueur de sa patrie. Beaucoup de ses drames sont restés inédits et sont maintenant perdus.
Il est notamment décoré de l'ordre de l'Aigle rouge de 2e classe avec feuilles de chêne. En 1869, il reçoit le titre de "conseiller de gouvernement privé".

## Œuvres (extrait)
- Olfried und Lisena. Ein romantisches Gedicht in zehn Gesängen. 1820.
- Gedichte. 1822
- Norica, das sind Nürnbergische Novellen aus alter Zeit. Nach einer Handschrift aus dem sechzehnten Jahrhunderts. Breslau, 1829, Norika Alt-Nürnbergische Geschichten von August Hagen, neu herausgegeben von Arthur Schurig (de), Dresden 1920
- Ueber die Gypsabgüsse nach Antiken auf der Universität zu Königsberg. 1827.
- Ueber drei geschichtliche Gemälde der Düsseldorfer Schule. Königsberg, 1833.
- Die Chronik seiner Vaterstadt vom Florentiner Ghiberti. Breslau, 1833
- Der Dom zu Königsberg in Preußen. Eine kirchen- und kunstgeschichtliche Schilderung. Königsberg, 1833; gemeinsam mit August Rudolf Gebser (de)
  - Band 2 (Ernst August Hagen): Der Dom zu Königsberg in Preußen. Eine kirchen- und kunstgeschichtliche Schilderung, Band 2: Beschreibung der Domkirche zu Königsberg und der in ihr enthaltenen Kunstwerke, mit einer Einleitung über die Kunst des deutschen Ordens in Preußen, vornämlich über den ältesten Kirchenbau im Samlande. Hartung, Königsberg 1833 (Digitalisat).
- De Anaglypho quod est Marienburgi, commentatio. Königsberg, 1834
- Beschreibung der Gemäldeausstellungen. Königsberg, 1837
- Die Wunder der heil. Katharina von Siena. Leipzig, 1840
- Leonardo da Vinci in Mailand. Leipzig, 1840
- Ueber die St. Adalberts-Kapelle in Tenkitten. In: Neue Preußische Provinzial-Blätter. Band 5, Königsberg 1848, S. 256–276.
- Geschichte des Theaters in Preußen. Königsberg, 1854
- Die deutsche Kunst in unserm Jahrhundert. Berlin, 1855
- Max v. Schenkendorfs Gedichte. Mit einem Lebensabriß und Erläuterungen. (Herausgabe v. A. Hagen), Berlin, 1862
- Max v. Schenkendorfs Leben, Denken und Dichten. Berlin, 1863
- Acht Jahre aus dem Leben Michelangelo Bonarrottis. Berlin, 1869
- Königsberg's Kupferstecher und Formschneider im 16. und 17. Jahrhundert. Königsberg, 1879
- Eduard der Dritte: Trauerspiel in fünf Aufzügen. Leipzig, 1879

## Sources
- www.gelehrtenfamilie-koenigsberg.de
- "Personnalités éminentes nées ou ayant travaillé à Königsberg" sur ostpreussen.net
- Meyers Konversationslexikon, éditeur de l'Institut bibliographique, Leipzig et Vienne, quatrième édition, volume 7, 1885-1892 sur retrobibliothek.de